# Ruderverein Villach von 1881
Der Ruderverein Villach von 1881 wurde am 20. November 1881 unter dem Namen Ruderclub Villach bzw. „Villacher Ruderklub“ gegründet. Die Gründungsmitglieder waren unter anderem Josef Unterkreuter, Ludwig Walter und Hermann Findenegg. Heimatgewässer ist der Ossiacher See.

## Geschichte
Das erste Bootshaus wurde 1882 auf einem Pachtgrundstück gebaut, welches 1891 käuflich erworben wurde. 1912 bekam der Verein seinen jetzigen Namen. Das Bootshaus wurde in den Jahren 1922, 1964 und 1974 immer wieder erweitert. Das Bootshaus von heute wurde 1993 unter der Leitung von Obmann Gerfried Spath errichtet, nachdem das alte Bootshaus nach einem Hochwasser völlig baufällig war und abgetragen werden musste. Geplant wurde das Gebäude von den Architekten Stefan Traninger und Mayer. Finanzielle Hilfe für den Bau des Gebäudes bekam der Verein vom Land Kärnten, besonders aber von der Stadt Villach. 1994 wird der Rohbau fertiggestellt. 1945 wird der Verein unter kommissarische Verwaltung der englischen Besatzungsmacht gestellt. Erst 1948 wurde diese aufgehoben und der Ruderbetrieb wieder aufgenommen. Die Blüte erlebte der Verein unter Emil Hilber, der im Jahre 1961 Obmann wird. 1976 führt der Verein die Weltmeisterschaften für Junioren und Leichtgewichte durch und errichtet dafür eine Regattastrecke im Albano-System, welche acht Bahnen besitzt.
Die sportlichen Erfolge des Vereines beginnen im Jahre 1884, als man den ersten Rennsieg bei der Kärntner Regatta holen kann. Seither haben die Ruderer des Rudervereines bei nationalen und internationalen Regatten insgesamt über 5000 Rennsiege davongetragen, darunter ein Weltmeistertitel und über 250 Staatsmeistertitel. Der erfolgreichste Trainer des Vereines war Helmut Sallinger, welcher „seine“ Ruderer in den Jahren 1983 bis 2001 zu 1277 Siegen brachte. Einer der erfolgreichsten Aktiven war der 22-fache österreichische Staatsmeister Ulli Wolf, der an 3 Europameisterschaften, 5 Weltmeisterschaften und 2 Olympischen Spielen teilnahm. Weitere sehr erfolgreiche Ruderer waren Christoph Zerbst (Weltmeister 1990, Silber bei den Olympischen Spielen 1992 und Fünfter bei den Olympischen Spielen 1996) und Martin Kobau (Weltmeister 2001, Weltcupgesamtsieger 2000, Europameister 1993 und 12. bzw. 9. Platz bei Olympischen Spielen 1996 und 2000).

## Villacher Ruderregatta
Die Villacher Ruderregatta wird jedes Jahr vom Ruderverein Villach organisiert und ausgetragen. Sie zählt zu den größten Ruderregatten in ganz Europa. Jedes Jahr nehmen an dieser Regatta über 2000 Aktive aus über 10 Nationen teil. Die Regatta führt vom Berghof (Ossiacher See) bis zum Club Landskron (ehemals Robinsonclub). Es ist eine gerade Strecke mit acht Bahnen und hat eine Länge von 2 km (olympische Distanz).